# Коаста-Вискулуй
Коаста-Вискулуй (рум. Coasta Vâscului) — село у повіті Алба в Румунії. Адміністративно підпорядковане місту Кимпень.
Село розташоване на відстані 323 км на північний захід від Бухареста, 55 км на північний захід від Алба-Юлії, 58 км на південний захід від Клуж-Напоки.

## Населення
За даними перепису населення 2002 року у селі проживали 99 осіб, усі — румуни. Усі жителі села рідною мовою назвали румунську.